# チャールズ・ポーレット (第2代ボルトン公爵)
第2代ボルトン公爵チャールズ・ポーレット(英語: Charles Paulet, 2nd Duke of Bolton、1661年 - 1722年1月21日)は、グレートブリテン王国の政治家。

## 経歴
ポーレットは、1661年にチャールズ・ポーレットと、初代サンダーランド伯爵エマニュエル・スクロープの娘であるメアリー・スクロープとの間に生まれた。1675年(父・チャールズ・ポーレットがウィンチェスター侯爵へ陞爵)から1698年(父・チャールズ・ポーレットが初代ボルトン公爵へ陞爵)まで、彼はウィルトシャー伯爵と称していた。1689年から公爵位を受けるまでの間はウィンチェスター侯爵であった。
彼はハンプシャー及びドーセットの統監を務め、また宮内長官やワイト島卿などを歴任した。

## 子女
ポーレットは生涯で3度結婚している。
- 1679年7月10日、第3代コヴェントリー男爵ジョージ・コヴェントリー（英語版）の娘マーガレット・コヴェントリーと結婚したが、子供は生まれなかった。

- 1682年(或いは1683年)2月8日、ウィリアム・ラムスデンの娘フランセス・ラムスデンと結婚し、4人の子供を儲けた。
  - フランセス・ポーレット(1715年没) - モーダント子爵（英語版）へ嫁いだ。
  - 第3代ボルトン公爵チャールズ・ポーレット(1685年9月3日 - 1754年8月26日)
  - 第4代ボルトン公爵ハリー・ポーレット(1691年7月24日 - 1759年10月9日)
  - メアリー・ポーレット

- 1697年頃、初代モンマス公爵ジェイムズ・スコットの娘ヘンリエッタ・クロフツと結婚し、1人の子供を儲けた。
  - ナッサウ・ポーレット卿（英語版）(1741年没)